# Popis banaka u Hrvatskoj
U ovom članku navodi se potpuni popis banaka u Hrvatskoj sa stanjem na 3. svibnja 2024. Popis se temelji na službenim podacima Hrvatske narodne banke koja je odgovorna za nadzor kreditnih institucija u Hrvatskoj.

## Središnja banka
- Hrvatska narodna banka, www.hnb.hr

## Banke
Sa stanjem na 3. svibnja 2024. u Hrvatskoj posluje 19 banaka:
| Banka                        | Sjedište   | Web stranice                                                                                  | SWIFT šifra |
| ---------------------------- | ---------- | --------------------------------------------------------------------------------------------- | ----------- |
| Addiko Bank                  | Zagreb     | www.addiko.hr                                                                                 | HAAB HR 22  |
| Agram Banka                  | Zagreb     | www.agrambanka.hr                                                                             | KREZ HR 2X  |
| Banka Kovanica               | Varaždin   | www.kovanica.hr                                                                               | SKOV HR 22  |
| Croatia banka                | Zagreb     | www.croatiabanka.hr Arhivirana inačica izvorne stranice od 1. svibnja 2009. (Wayback Machine) | CROA HR 2X  |
| Erste & Steiermärkische Bank | Rijeka     | www.erstebank.hr                                                                              | ESBC HR 22  |
| Hrvatska poštanska banka     | Zagreb     | www.hpb.hr                                                                                    | HPBZ HR 2X  |
| Imex banka                   | Split      | www.imexbanka.hr                                                                              | IMXX HR 22  |
| Istarska kreditna banka Umag | Umag       | www.ikb.hr                                                                                    | ISKB HR 2X  |
| J&T banka                    | Varaždin   | www.jtbanka.hr                                                                                | JTBP CZ PP  |
| Karlovačka banka             | Karlovac   | www.kaba.hr                                                                                   | KALC HR 2X  |
| KentBank                     | Zagreb     | www.kentbank.hr                                                                               | KENB HR 22  |
| OTP banka                    | Split      | www.otpbanka.hr                                                                               | OTPV HR 2X  |
| Partner banka                | Zagreb     | www.paba.hr                                                                                   | PAZG HR 2X  |
| Podravska banka              | Koprivnica | www.poba.hr                                                                                   | PDKC HR 2X  |
| Privredna banka Zagreb       | Zagreb     | www.pbz.hr                                                                                    | PBZG HR 2X  |
| Raiffeisenbank Austria       | Zagreb     | www.rba.hr                                                                                    | RZBH HR 2X  |
| Samoborska banka             | Samobor    | www.sabank.hr                                                                                 | SMBR HR 22  |
| Slatinska banka              | Slatina    | www.slatinska-banka.hr                                                                        | SBSL HR 2X  |
| Zagrebačka banka             | Zagreb     | www.zaba.hr                                                                                   | ZABA HR 2X  |

Izvor: Hrvatska narodna banka

## Stambene štedionice
Sa stanjem na 3. svibnja 2024. u Hrvatskoj posluje 1 stambena štedionica:
| Stambena štedionica           | Sjedište | Web stranice      |
| ----------------------------- | -------- | ----------------- |
| Wüstenrot stambena štedionica | Zagreb   | www.wuestenrot.hr |

Izvor: Hrvatska narodna banka

## Ostale institucije
- Hrvatska banka za obnovu i razvitak, www.hbor.hr

## Predstavništva inozemnih banaka
- BKS Bank AG
- Commerzbank AG
- Deutsche Bank AG
- LHB Internationale Handelsbank AG
- Union de Banques Arabes et Françaises